# Analisi elementare
In chimica analitica, l'analisi elementale, dall'inglese elemental analysis (perciò dire analisi elementare è errato) rappresenta la determinazione di quali elementi chimici e in che quantità questi si uniscono per formare un dato materiale o sostanza. La quantità dei singoli elementi presenti viene solitamente espressa in forma percentuale.

## Metodiche
Uno dei classici metodi utilizzati per l'analisi elementale dei composti organici sfrutta la loro combustione. In questo modo, elementi quali carbonio, idrogeno e azoto formano rispettivamente anidride carbonica, acqua e monossido di azoto, dai quali si può risalire al contenuto originario dell'elemento chimico cercato tramite analisi gravimetrica. Le strumentazioni e tecniche moderne hanno portato allo sviluppo di analizzatori automatici. 
La spettrometria di massa a plasma accoppiato induttivamente e la spettroscopia consentono di effettuare l'analisi elementale per via strumentale.

## Applicazioni
Uno degli scopi principali dell'analisi elementale è la determinazione della formula minima di un composto chimico. Avendo a disposizione la composizione elementale percentuale, si ricava dapprima il numero di moli dei singoli elementi dividendo il valore percentuale per i rispettivi pesi atomici, quindi dividendo ciascun numero di moli per la quantità più piccola di moli ottenute si ricava la formula minima. Nel caso in cui si ottengano pedici frazionari occorre moltiplicare per un intero minimo in modo da avere pedici tutti interi. Conoscendo la formula minima e il peso molecolare di un composto incognito è possibile infine ricavare la formula molecolare.
Ad esempio, si consideri un composto che è risultato essere formato dal 56,3% di fosforo (P) e dal 43,7% di ossigeno (O). Le moli corrispondenti sono nP = 56,3 / 30,98 = 1,82 e nO = 43,7 / 16 = 2,73. Dividendo per il valore più basso ottenuto, cioè 1,82, si ottiene un rapporto tra moli di elementi pari a nP : nO = 1 : 1,5. Il composto sarebbe quindi PO1,5, che moltiplicando per 2 fornisce i pedici interi che identificano il composto P2O3.